# Ніклас Селвіг
Ніклас Селвіг (фар. Niclas Selvig; 15 червня 1992) — фарерський гандболіст. Виступає за норвезький гандбольний клуб Stavanger IF та національну збірну Фарерських островів.